# 蔡允潔
蔡允潔（1988年10月20日—），暱稱小潔，原名蔡依潔，舊藝名蔡小潔，台灣基隆人，是一名展場模特兒、演員及女藝人。小潔在展埸中被發掘，之後也被相中在職業撞球賽裡擔任舉牌妹。

## 個人簡介
蔡允潔是家中老大，下有一個當警察的弟弟，小時候父母離異。 2022年5月23日與小2歲的助理男友詹甫彥（Fraser Chan）登記結婚。2022年12月25日，女兒「小福星」誕生。

## 電視劇
- 2012年
  - 三立都會台 《我們發財了》飾演 護士

- 2017年 
  - 民視 《幸福來了》飾演 琳達

- 2019年 
  - 台視 東森綜合台 《男神時代》飾演 JOJO

### MV
- 2015年 江志豐 日記

- 2021年 發行單曲〈你想怎樣又怎樣〉[6]

## 節目
- 民視
  - 《綜藝大集合》
  - 《舞力全開》

- 台視
  - 《美麗好簡單》
  - 《愛玩咖》[7]

- 中視
  - 《萬秀大勝利》
  - 《繞著地球跑》
  - 《綜藝玩很大》(3次通告)
  - 《飢餓遊戲》 ( 8次通告 )

- 華視
  - 《天才衝衝衝》
  - 《財神向錢衝》

- 緯來綜合台
  - 《來自星星的事》
  - 《風水！有關係》
  - 《玩美的人類》

- 八大綜合台
  - 《娛樂百分百》
  - 《美味搜查線》

- 三立都會台
  - 《國光幫幫忙》
  - 《完全娛樂》
  - 《綜藝大熱門》
  - 《綜藝玩很大》[8]
  - 《超愛美新聞》

- 衛視中文台
  - 《歡樂智多星》
  - 《麻辣天后宮》
  - 《WOW！侯麻吉》[9]
  - 《冠軍任務》
  - 《瘋神無雙》
  - 《旅行應援團》

- 東森綜合台
  - 《現在才知道》

- 超視
  - 《金頭腦》
  - 《請你跟我這樣過》
  - 《私房話老實說》
  - 《二分之一強》

- 中天綜合台
  - 《康熙來了》
  - 《小明星大跟班》
  - 《麻辣天后傳》
  - 《18歲不睡》

- 年代MUCH台
  - 《今晚誰當家》
  - 《別讓身體不開心》

- 中天娛樂台
  - 《麻辣同學會》
  - 《非常異視界》
  - 《天天樂財神》
  - 《真的？假的》

- TVBS歡樂台
  - 《女人我最大》

- JET綜合台
  - 《女人要有錢》
  - 《命運好好玩》

- 東森新聞台採訪

- 中天新聞台
  - 《新聞龍捲風》（2015年4月23日）

- 三立新聞台
  - 採訪（2012年12月22日）
  - 《驚爆新聞線》（2013年9月1日）

- TVBS
  - 《周末熊新聞》[10]

- MTV
  - 《校園大人物》（2014年6月14日）

- Yahoo！奇摩《名人太會考》[11]

### 廣播節目
- 飛碟電台 阿宅反抗軍電台(2013/7/7)[12]

## 廣告

### 電視
- 光泉調味乳
- 台中宣傳廣告
- 台中高雄車展
- 鍾愛一生床
- 2012海峽兩岸棒球對抗賽

## 外部連結
- 蔡允潔（蔡小潔）的Facebook專頁